# ドウヌア・サックリン
ドウヌア・サックリン（英: Downua Sakkreerin、1995年7月14日 - ）は、タイのプロボクサー。トラン県フワイヨート郡出身。

## 来歴
アマチュアで100戦経験してからプロに転向。
2019年2月18日、後楽園ホールでIBF世界スーパーライト級挑戦者決定戦として近藤明広と対戦したが、5回1分47秒KO勝ちを収め、ジョシュ・テイラーへの挑戦権を獲得した。
2020年1月9日、サンプソン・リューコイツ率いるサンプソン・ボクシングとアジア人で初めて契約した。
2020年5月2日、オデッセイ・アリーナでジョシュ・テイラーと対戦が決まっていたが新型コロナウイルスの影響で試合延期になった。
2020年9月26日、ロンドンのヨーク・ホールでWBAスーパー・IBF世界スーパーライト級王者のジョシュ・テイラーと対戦し、初回2分41秒KO負けを喫し王座を獲得出来なかった。

## 獲得タイトル
- IBFパンパシフィックスーパーライト級王座
- IBFアジアスーパーライト級王座